# Koforidua
Koforidua er en by i Ghana og er hovedstad og kommercielt center i regionen Eastern, med en befolkning på 127.334 (2012). Byen, der ligger ca. 80 km nord for landets hovedstad Accra, blev grundlagt omkring 1875 af flygtninge fra Ashantikongedømmet. Majoriteten af indbyggerne er kristne.
Byen har et centrum, hvor der er marked, taxi og busstation, biograf, boghandlere og en lokal radiostation. Byen har også flere hoteller og herberger.